# オオユスリカ
オオユスリカ（学名：Chironomus plumosus）は、ハエ目（双翅目）・ユスリカ科に属する昆虫である。

## 分布
日本（北海道、本州、四国、九州）に分布する。

## 特徴
体長約6.0-11.5mmで、ユスリカ科のなかでは最大。体色は冬と春に現れる個体は黒色で、夏から秋にかけては明横褐色となる。同属のユスリカと同様に、触角鞭節は11環節よりなる。

## 分類
オオユスリカの分類は不確かな部分が多い。2002年、諏訪湖の個体群に基づく研究からChironomus plumosusと同定されていたものが新種であることが判明し、Chironomus suwaiとして記載された。しかし、両種の分布域の境界はよくわかっていない。